# Wacław Niewiarowski
Wacław Bolesław Niewiarowski (ur. 28 czerwca 1942 w Stefanowie w województwie nowogródzkim, zm. 11 kwietnia 2007 w Warszawie) – polski polityk i inżynier, poseł na Sejm I kadencji oraz minister przemysłu i handlu w latach 1992–1993.

## Życiorys
Syn Walentego i Heleny, brat Ireneusza. Ukończył w 1974 studia z zakresu inżynierii chemicznej na Politechnice Szczecińskiej. W latach 1966–1981 był pracownikiem Zakładów Włókien Chemicznych Stilon, w drugiej połowie lat 80. pełnił funkcję dyrektora Zakładu Usług Technicznych przy Wojewódzkim Klubie Techników i Racjonalizatorów. Od 1980 działał w Niezależnym Samorządnym Związku Zawodowym „Solidarność”. W 1982 został usunięty z Polskiej Zjednoczonej Partii Robotniczej, do której należał od połowy lat 60.
W 1990 został wicewojewodą, następnie od 1991 do 1992 był wojewodą gorzowskim. Od 8 stycznia do 11 lipca 1992 pełnił funkcję podsekretarza stanu w Ministerstwie Współpracy Gospodarczej z Zagranicą. W latach 1991–1993 sprawował mandat posła na Sejm I kadencji, wybranego z listy Porozumienia Ludowego. Należał do Stronnictwa Ludowo-Chrześcijańskiego. W latach 1992–1993 był ministrem przemysłu i handlu w rządzie Hanny Suchockiej.
Zajmował się szachami jako zawodnik i sędzia. W latach 1992–1996 pełnił funkcję wiceprezesa Polskiego Związku Szachowego.
Pochowany w Piasecznie.